# Friedenspalast

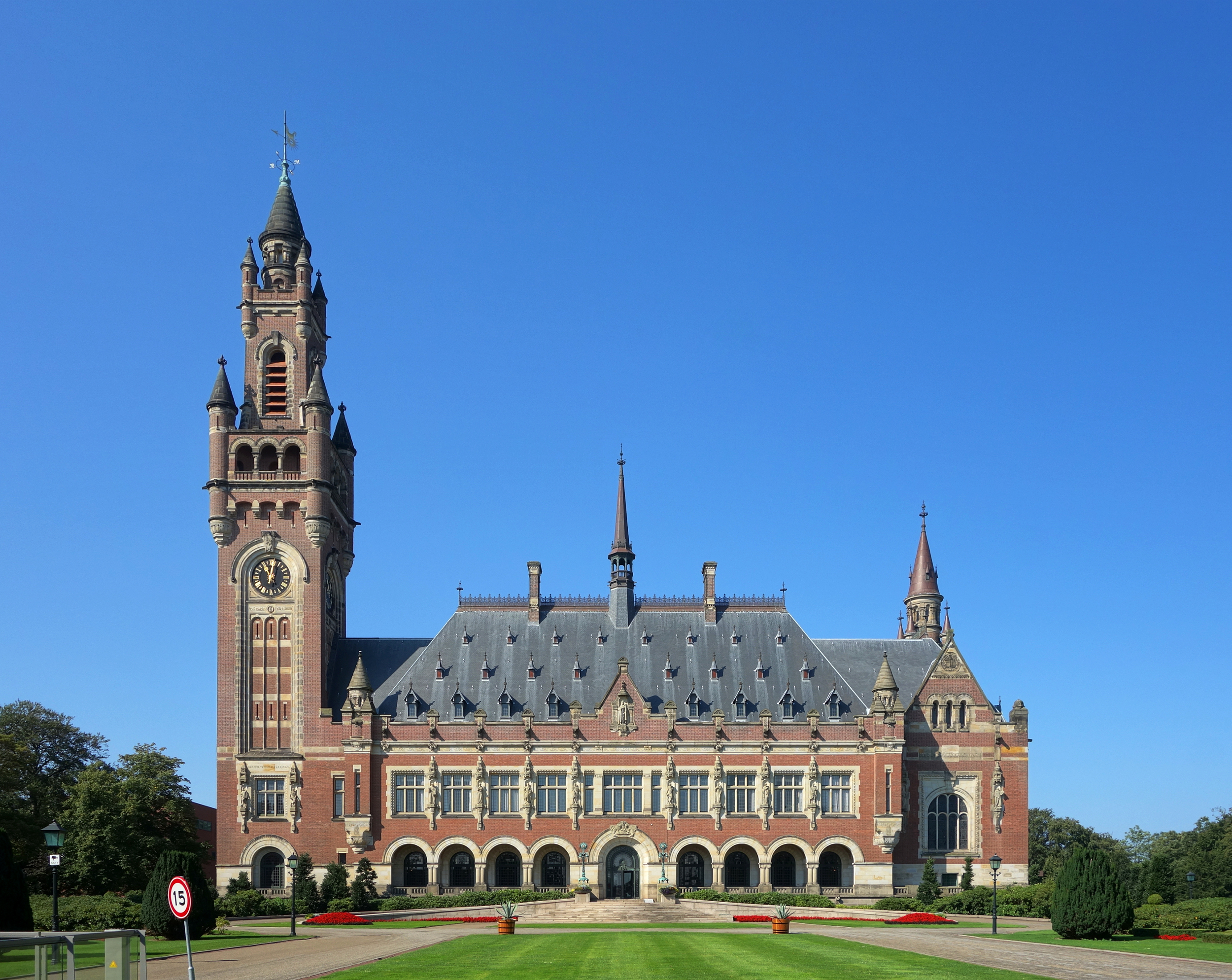
Der Friedenspalast in Den Haag

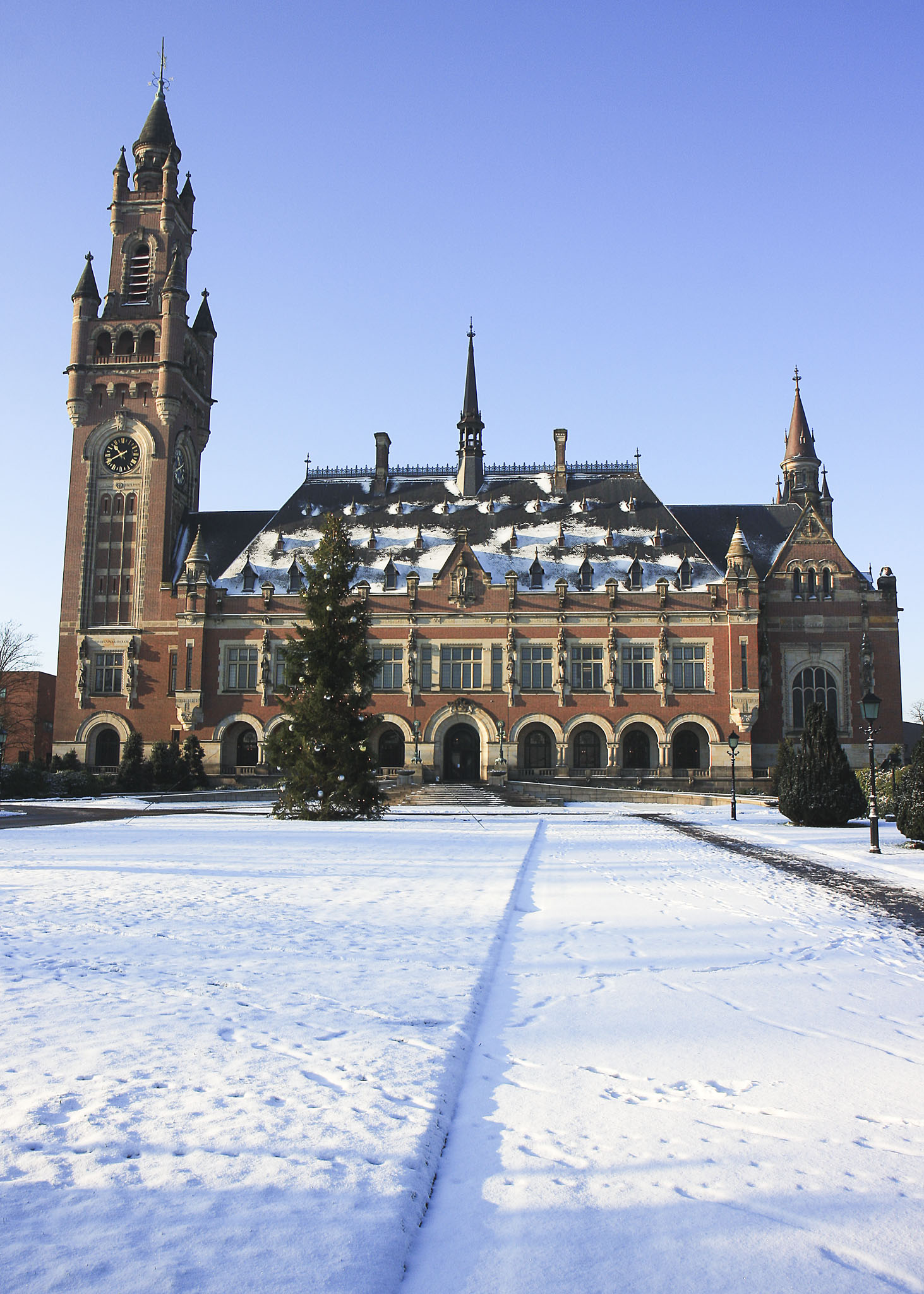
Anlage im Winter

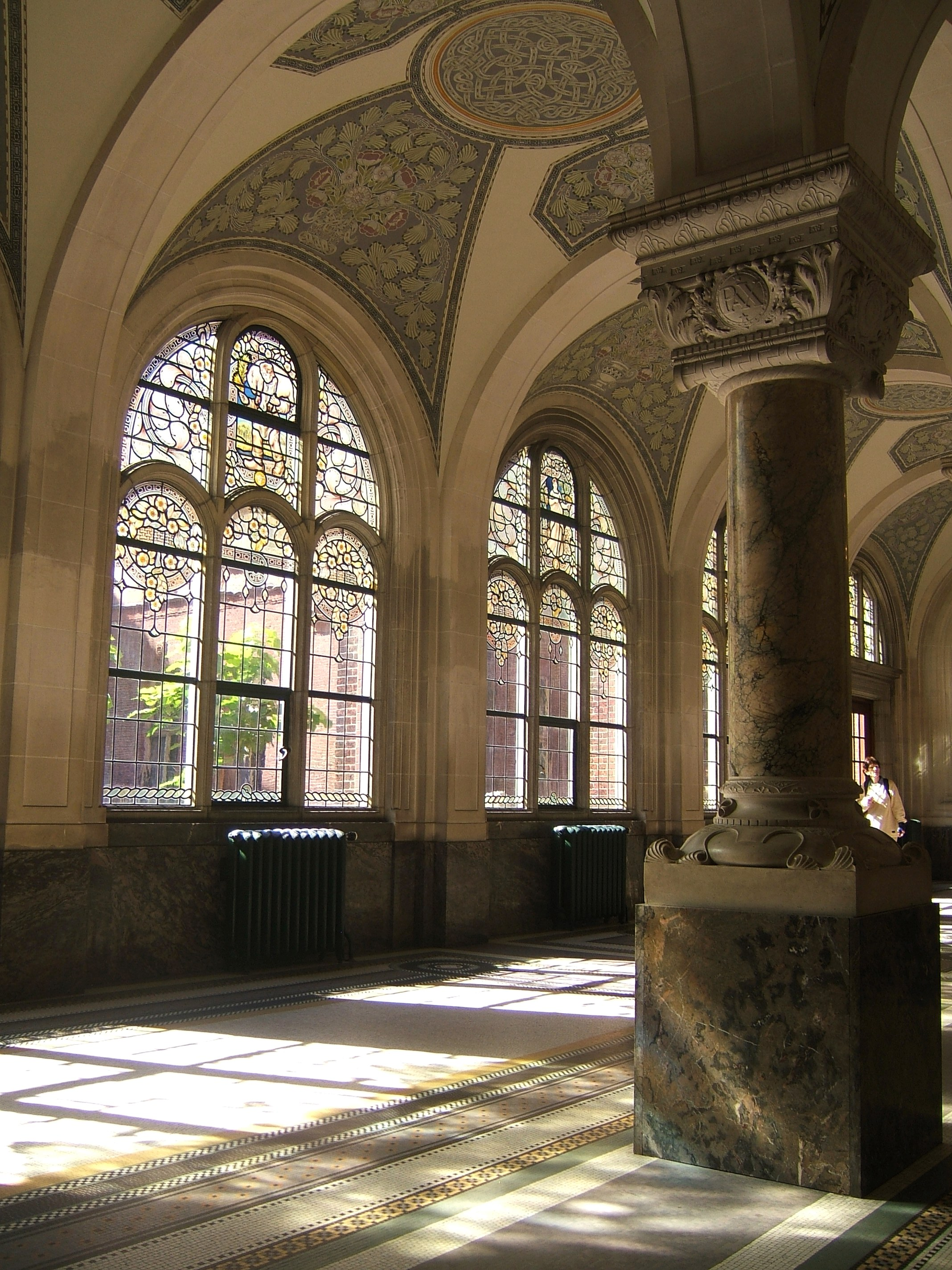
Wandelgang im Inneren

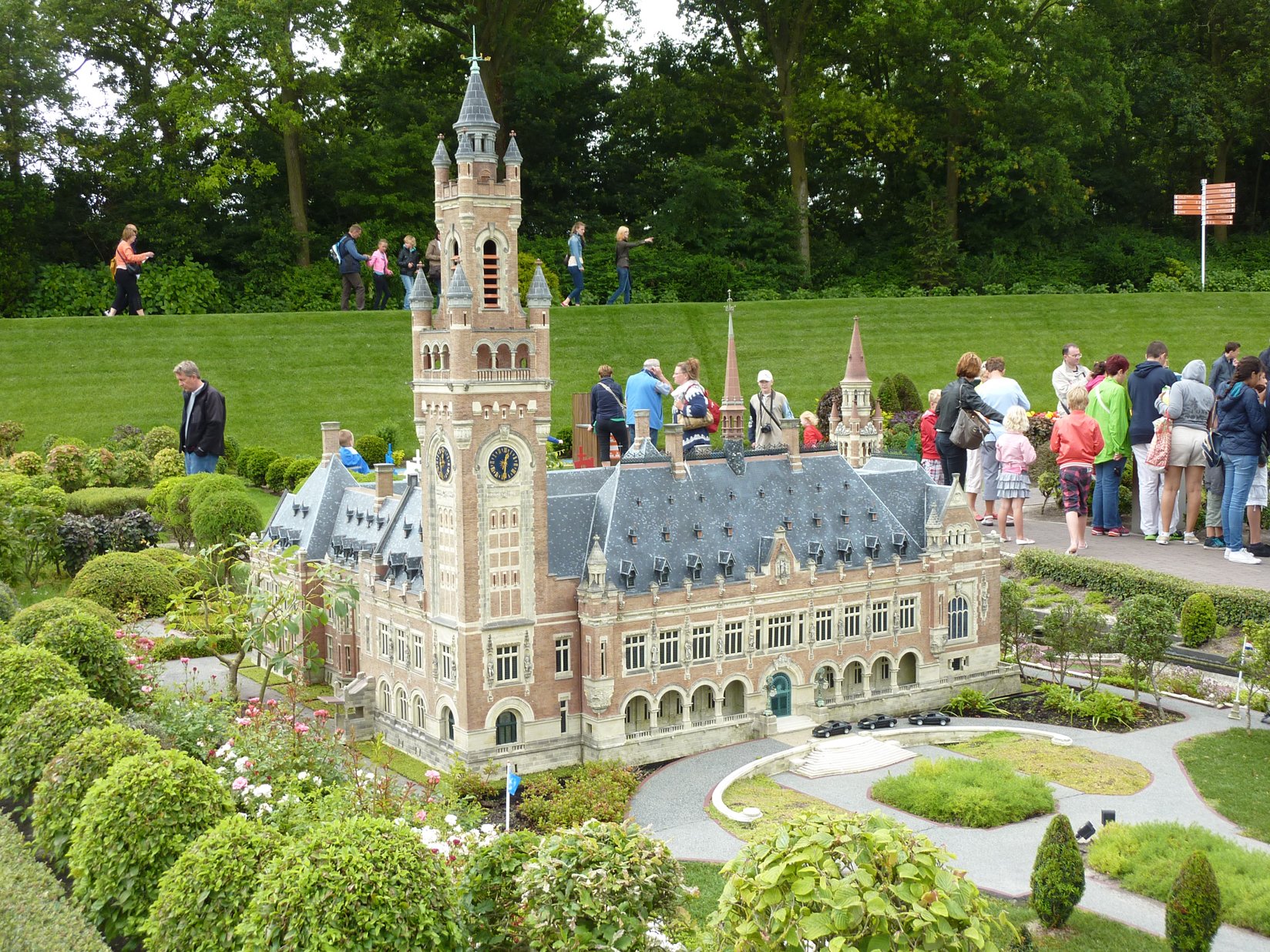
Der Friedenspalast als Miniatur in Madurodam

Der Friedenspalast (niederländisch Vredespaleis) ist ein 1913 fertiggestellter Bau im Stil der Neorenaissance am Carnegieplein in einer Parklandschaft im Norden der niederländischen Stadt Den Haag. Das Gebäude ist Sitz des Internationalen Gerichtshofs, des Ständigen Schiedshofes, der Haager Akademie für Völkerrecht und einer bedeutenden Völkerrechtsbibliothek und gilt als beliebtes Touristenziel. Im Besucherzentrum des Friedenspalastes befindet sich eine permanente Ausstellung über die Geschichte der Friedensbewegung und die im Friedenspalast ansässigen Institutionen.

## Gründung
Die Idee, einen Friedenspalast zu errichten, entstand im Umfeld der zahlreichen Friedensbewegungen, die gegen Ende des 19. Jahrhunderts in Europa und Amerika aktiv waren. Aus den Haager Friedenskonferenzen 1899 und 1907 ging der Schiedsgerichtshof in Den Haag hervor, der später seinen Sitz im Friedenspalast nahm.
Um den Bau des Friedenspalastes vorzubereiten, fand ein internationaler Architektenwettbewerb statt, den – nicht ganz unumstritten – der französische Architekt Louis M. Cordonnier (1854–1940) gewann.

## Architektur und Baugeschichte
Der Komplex aus rotem Backstein wurde von 1907 bis 1913 im Stil der Neorenaissance errichtet. Er wurde größtenteils von dem US-amerikanischen Unternehmer und Mäzen Andrew Carnegie (1835–1919) finanziert, Das Gebäude wurde am 28. August 1913 in einer offiziellen Feier in Anwesenheit Carnegies und der niederländischen königlichen Familie eröffnet.
Der Baustil des arkadenreichen, an einen Saalbau erinnernden Gebäudes zeigt auch deutliche klassizistische und gotische Einflüsse und ähnelt damit den ebenfalls von Carnegie gestifteten Museumsgebäuden und Universitäten in den USA.
An die Fassade mit ihrem steilen Dach schließt sich seitlich der 80 m hohe Belfried an, eines der Wahrzeichen von Den Haag.
Zur reichen Innenausstattung haben Länder aus der ganzen Welt beigetragen. Der Marmor für die Flure und die große Freitreppe im Foyer kommt aus Italien, das Holz für die Wandtäfelungen aus Brasilien und den USA und die schmiedeeisernen Zäune aus Deutschland.
Für die Fenster im Erdgeschoss wurde Delfter Bleiglas verwendet, für die Wände Delfter Kacheln.
Die Anhäufung dieser an sich äußerst wertvollen Einzelelemente wirkt eklektisch, so die monumentale, byzantinisch anmutende Eingangshalle mit ihren goldenen Kronleuchtern, dem rosettenverzierten Boden und der weißen Marmortreppe. An diesem rückwärtsgewandten Ansatz und dem Verzicht auf Architektur der Moderne wurde schon zeitgenössisch Kritik geübt.

## Weitere Entwicklung
Die Friedensbewegungen, aus deren Geist das Gebäude entstand, waren aber nicht von Dauer. Ein Jahr nach der Eröffnung des Friedenspalastes brach der Erste Weltkrieg aus.
Neben dem historischen Backsteinbau gehört zu dem Komplex ein weiteres Gebäude, das ein internationales Konferenzzentrum und die neue Bibliothek der Akademie für Völkerrecht beherbergt. Das Gebäude wurde in Anlehnung an das historische Hauptgebäude ebenfalls aus Backstein gebaut, jedoch stellt die Fassade aus Edelstahlschindeln einen eigenen Kontrast dar. Die Gebäude wurden zwischen 2003 und 2007 nach einem Entwurf der Architekten Michael Wilford und Manuel Schupp erbaut.